# Gottlob Christoph Jacob Fischer
Gottlob Christoph Jacob Fischer (* 17. Juni 1829 in Stuttgart; † 8. Juli 1905 ebenda) war ein deutscher Bildhauer, Historien- und Porträtmaler sowie Lithograf.

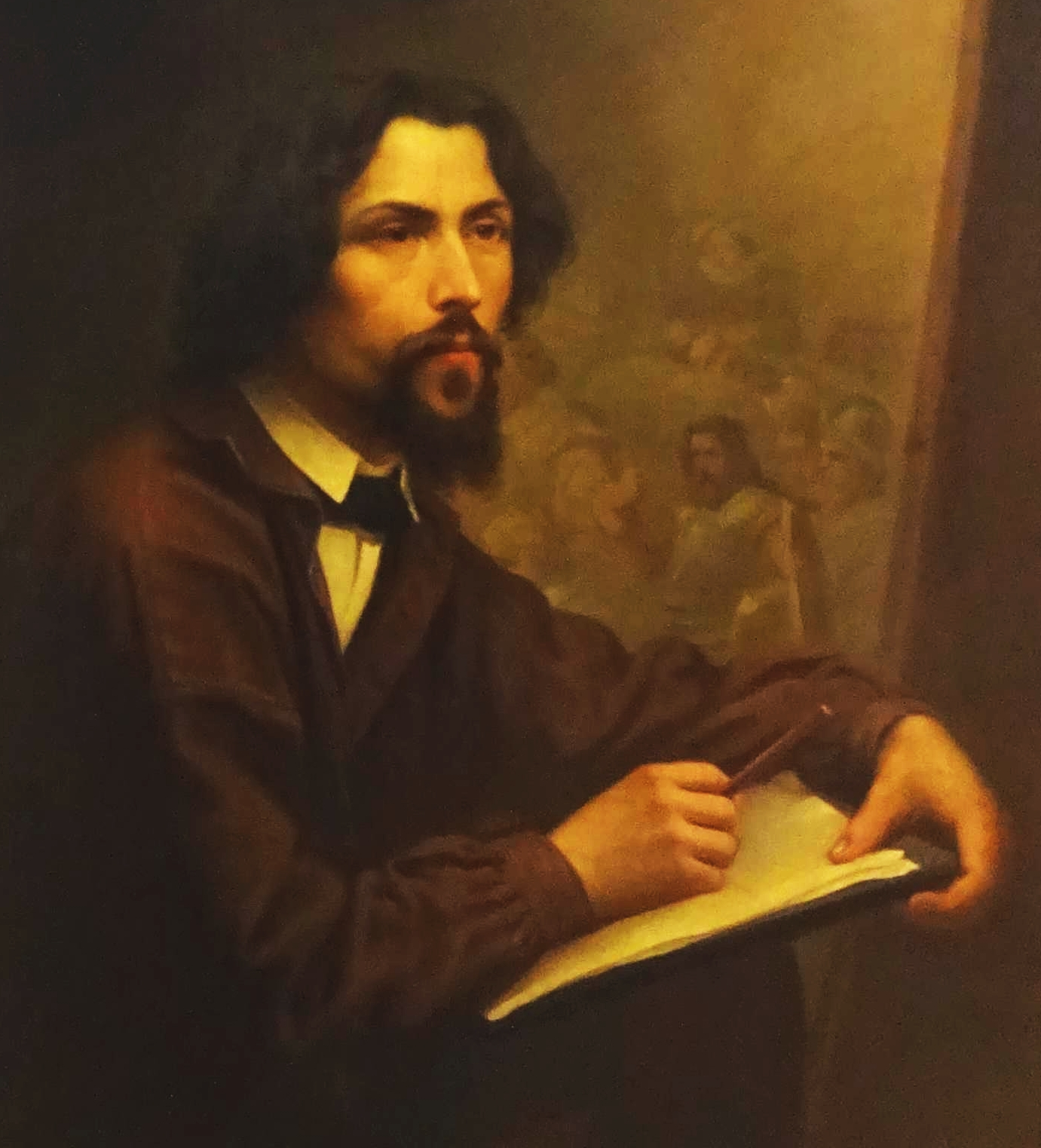
Selbstbildnis

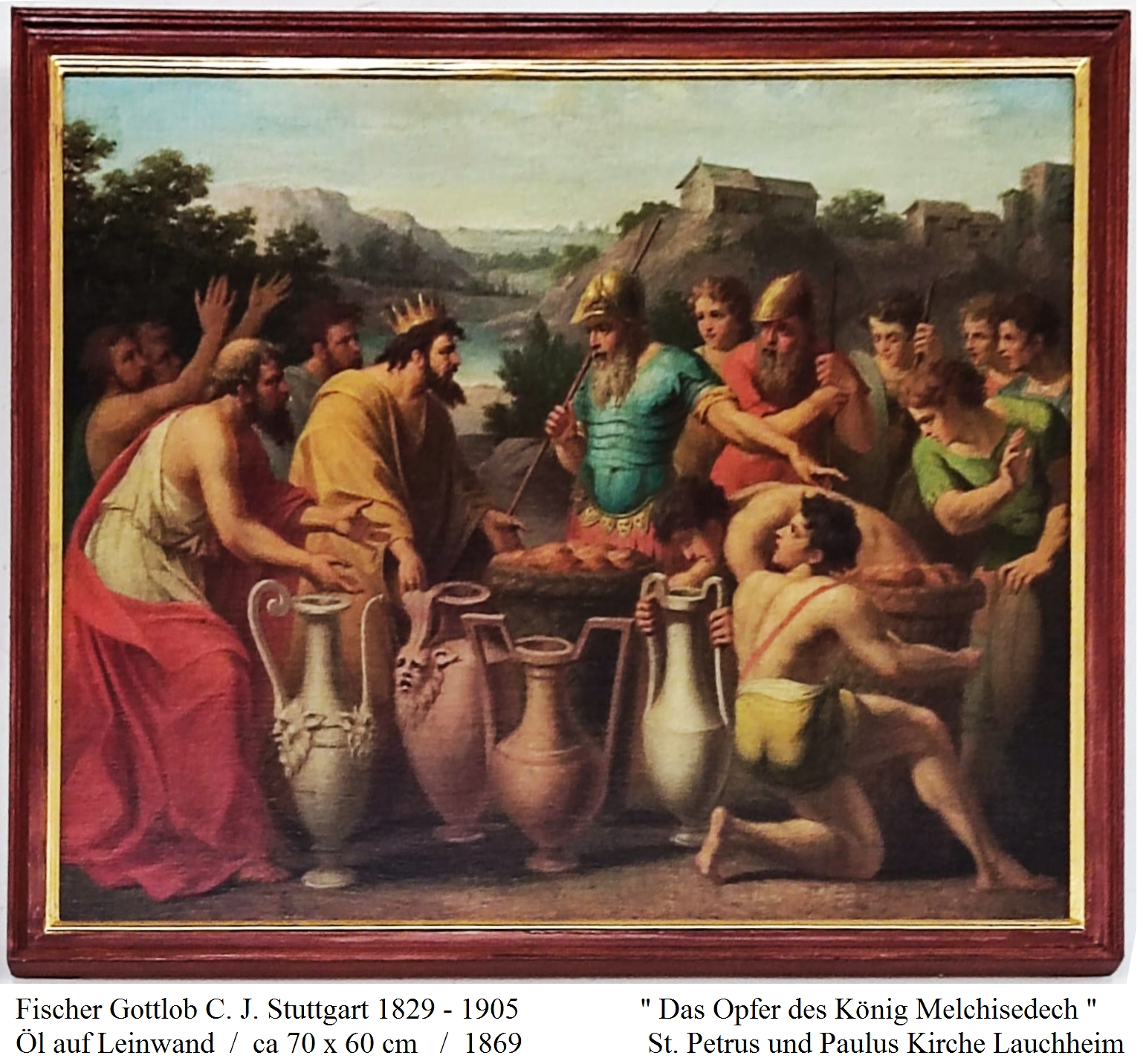
Das Opfer des Melchisedech

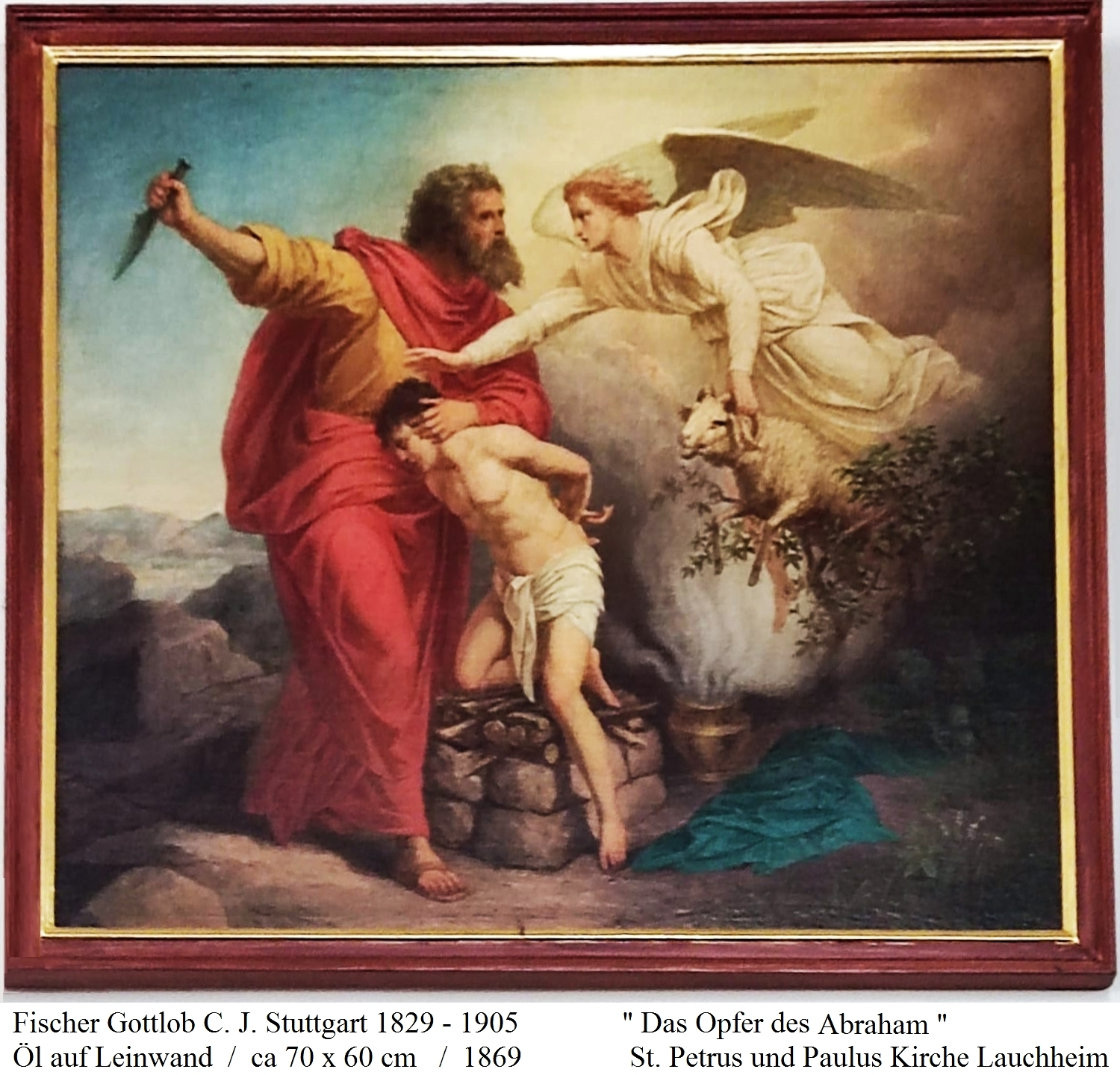
Das Opfer des Abraham

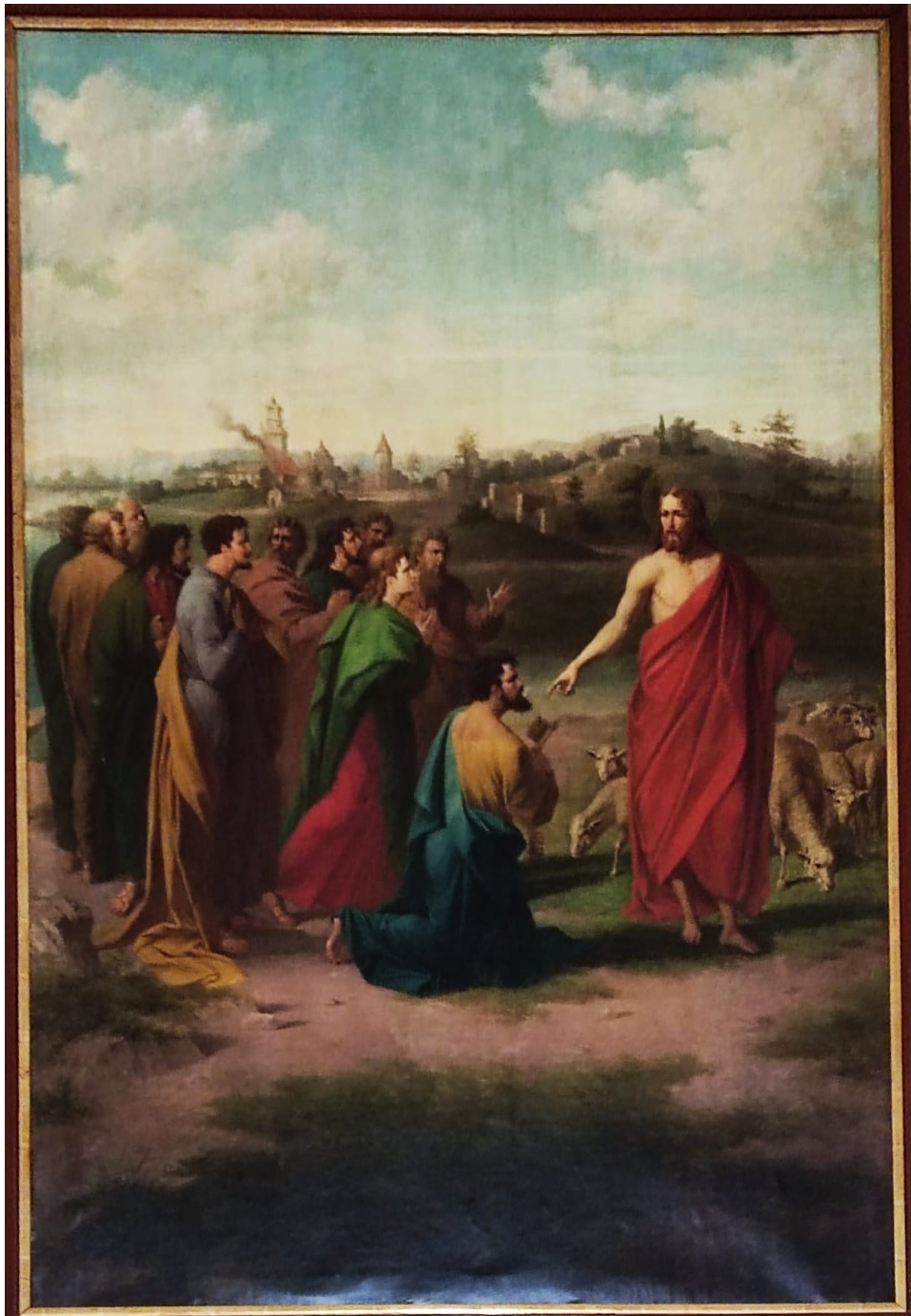
Übertragung der Schlüsselgewalt

## Leben
Fischer erhielt vor 1850 in Stuttgart eine Ausbildung zum Goldgraveur und anschließend zum Holzbildhauer im Atelier von Friedrich Georg Bienemann. Um 1851/52 war er in Amsterdam. Er setzte sein Studium der Bildhauerei an der Königlichen Akademie der Bildenden Künste unter Louis Royer fort. Im Anschluss wendete er sich der Malerei zu, darüber hinaus fertigte er Lithographien und Illustrationen nach französischen zeitgenössischen Malern für Pariser Verlage an. In den Jahren 1853/54 war er selbst in Paris, wo er bei Ary Scheffer studierte. Fischer lebte 1854 bis 1857 in den Niederlanden und arbeitete als Maler. Ab 1859 war er wieder in Stuttgart und erhielt Aufträge u. a. vom Württembergischen Königspaar.

## Werke
- Der Topograph Karl Eduard von Paulus (1803 Berghausen b. Speyer-1878 Stuttgart), Porträt, 1852, Öl auf Leinw., 79 × 62 cm.
- Charles Avisseau artiste potier de Tours, Porträt, 1854, Lithographie, 31,7 × 22,6 cm, Paris, BnF, Inv. Nr. Est 5169 (L’Artiste 1854, o. S.).
- Concert de la famille, Kopie nach Jacob Jordaens, 1854, Verbleib unbekannt (Paris, AMN b).